# Wally Palmar

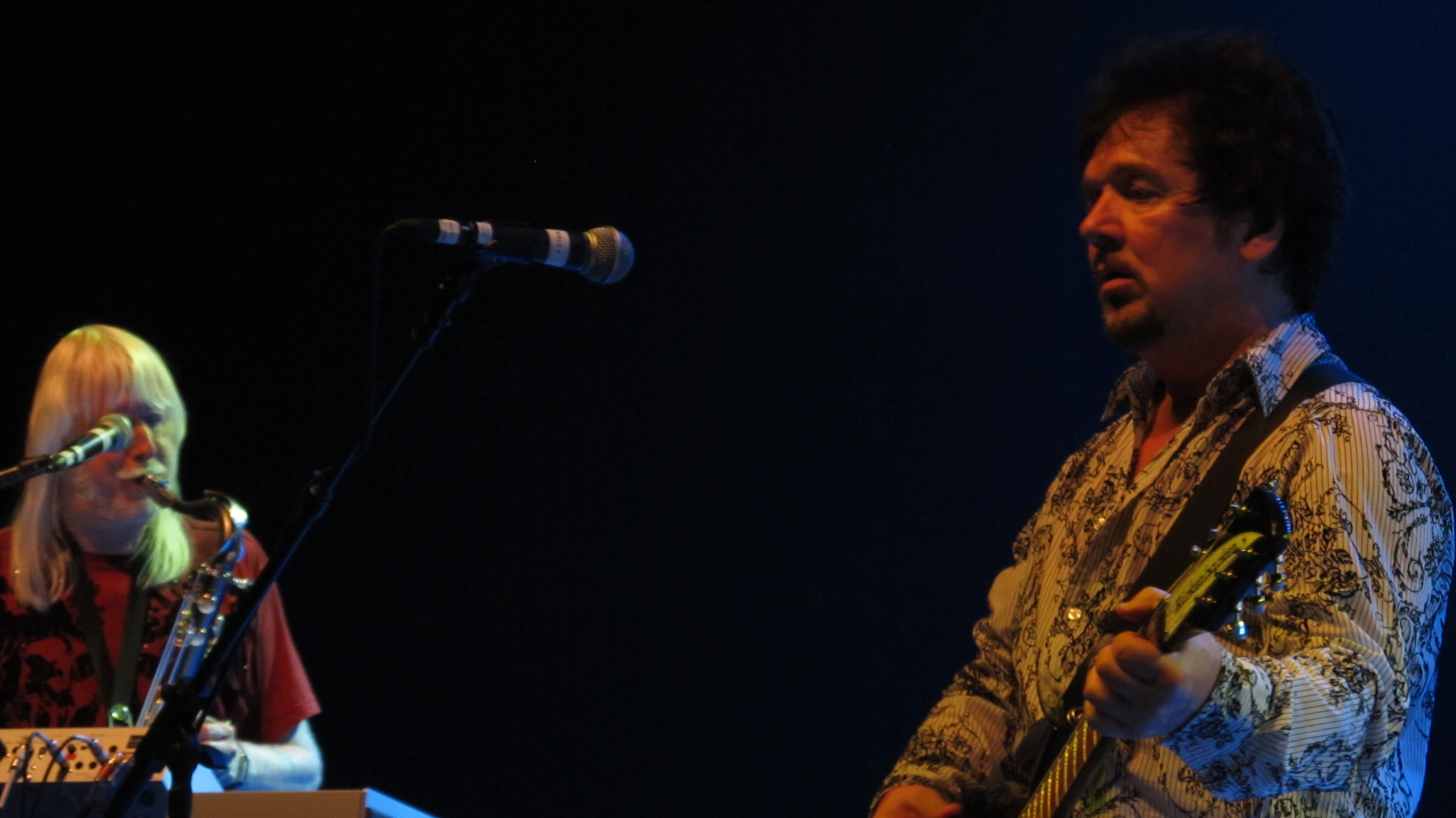
Ringo Starr y Wally Palmar en París

Volodymyr Palamarchuk  (27 de abril de 1954 en Hamtramck, Míchigan)  es un músico, cantante y compositor estadounidense. Conocido por ser el miembro fundador y cantante principal de la banda de rock The Romantics, formada en Detroit, Míchigan, en 1977.
Palmar y varios amigos del instituto formaron The Romantics en 1977 y consiguieron su primer contrato discográfico en 1979 con Nemperor Records. Lanzaron su álbum debut homónimo The Romantics para Nemperor en 1980, con el productor británico Pete Solley. Contenía el primer éxito en las listas de éxitos de la banda. " What I Like About You ", que Palmar coescribió, alcanzando el puesto 49 en el Billboard Hot 100. 
En 1983 lanzan su segundo álbum, In Heat, que contenía el mayor éxito de la banda, " Talking in Your Sleep ", que se vendió un millón de copias. 
Palmar también proporcionó la voz principal en el sencillo de seguimiento de menor éxito, "One in a Million".
En 2014, Palmar fue miembro fundador de la banda Empty Hearts, el cual grabada en 429 Records. Estaba compuesta por integrantes de otras bandas como  Clem Burke, Andy Babiuk y Elliot Easton. El primer álbum homónimo de la banda fue lanzado el 5 de agosto de 2014 y producido por Ed Stasium .